# Luiz Carlos (football, 1971)
Pour les articles homonymes, voir Luiz Carlos.
Luiz Carlos Guarnieri, plus communément appelé Luiz Carlos, est un footballeur brésilien né le 13 août 1971 à Mogi Mirim.